# Opius kinleyensis
Opius kinleyensis är en stekelart som beskrevs av Fischer 1964. Opius kinleyensis ingår i släktet Opius och familjen bracksteklar. Inga underarter finns listade i Catalogue of Life.